# Victor Navlet
Louis Victor Navlet, né à Châlons-sur-Marne le 8 novembre 1819 et mort à Paris (4e arrondissement) le 25 février 1886, est un artiste peintre français, spécialiste de la perspective et de l'architecture d'intérieur.

## Biographie
Victor Navlet est le fils aîné de Jean Baptiste Navlet, maître de dessin à l’École normale de Châlons, dont les trois fils embrassèrent la carrière artistique. Ses frères sont le peintre Joseph Navlet et le sculpteur Gustave Navlet.
Victor Navlet s’est spécialisé dans l'art de la perspective dont il devint l'un des maîtres. Il débuta par des vues perspectives de Paris avant l’exécution des travaux entrepris sous l’administration de Haussmann. Élaborées d’après des relevés d’une précision géométrique, elles lui furent achetées par la ville de Paris. Il a ensuite exécuté de nombreuses vues d’intérieur de palais de Paris et de Rome.
Il exposa régulièrement au Salon à partir de 1848. La Société des amis des arts de Reims exhiba souvent ses tableaux dans ses expositions jusqu'en 1884. Une partie de son œuvre est conservée dans les collections publiques françaises.

## Réception critique
La reconnaissance de Victor Navlet par la critique d'art fut relativement tardive. Son principal soutien critique émane d'Edmond About qui le remarqua pour la première fois lors du Salon de 1864 : « Il ne faut pas confondre M. Victor Navlet avec son homonyme, et, je crois, son parent, M. Joseph Navlet, qui habite la salle voisine (…). Ces deux talents, fort ingénieux selon moi, n'appartiennent ni à la même école, ni à la même famille (…). Le Salon d'Apollon m'a rappelé la première impression de Mlle Hulot devant le groupe de Wenceslas Steinbeck ; j'y ai retrouvé ce que le romancier appelle assez élégamment le brio de belles choses. Il y a bien longtemps qu'un peintre d'intérieur ne s'est révélé avec cet éclat, cet esprit, cette verve, cette finesse, cette largeur dans les ensembles et celte précision dans les détails. »
Son jugement est tout aussi favorable à l'occasion du Salon de 1866, où Navlet exposa une toile représentant l'Intérieur de l'église Saint-Pierre de Rome : « M. Victor Navlet n'a pas encore étrenné, comme on dit dans le peuple. Pourquoi ? je n'en sais rien, car nous avons peu d'artistes en état de construire un intérieur comme lui. Outre qu'il sait la perspective en maître, il a la note juste, sa couleur ne détonne jamais. L'année dernière il peignait brillamment les splendeurs les plus éblouissantes du Louvre ; le voici qui aborde l'intérieur le plus colossal que l'homme ait construit dans les temps modernes. Eh bien ! j'ai retrouvé devant son tableau, l'impression exacte que Saint-Pierre m'avait laissée dans l'esprit. La tonalité générale est grise et froide ; ne vous en prenez pas à l'artiste ; la grande basilique est ainsi. Les rapports des tons sont mathématiquement exacts dans l'œuvre de M. Navlet, comme les proportions de l'architecture elle-même. Je regrette que le peintre n'ait pas fait exécuter par un de ses amis les petites figures qui sont là pour donner l'échelle du monument ; elles seraient plus solides. Et M. Victor Navlet a dessiné tant de colonnades dans les tableaux des autres que les autres pouvaient bien peindre quelques figurines pour lui. »

## Collections publiques

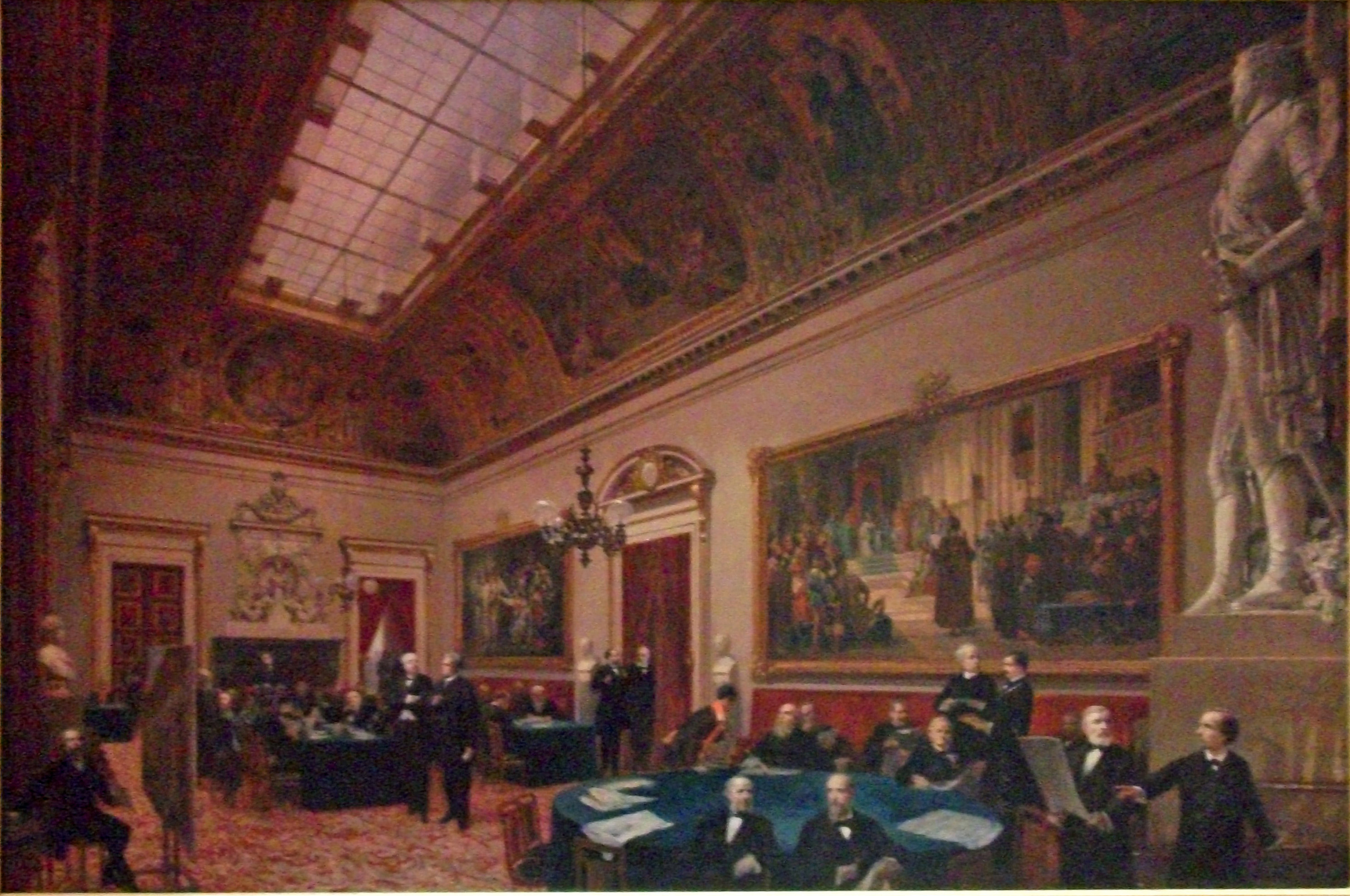
La salle de conférences de la Chambre des députés avec son autoportrait dans le bord gauche, peignant.

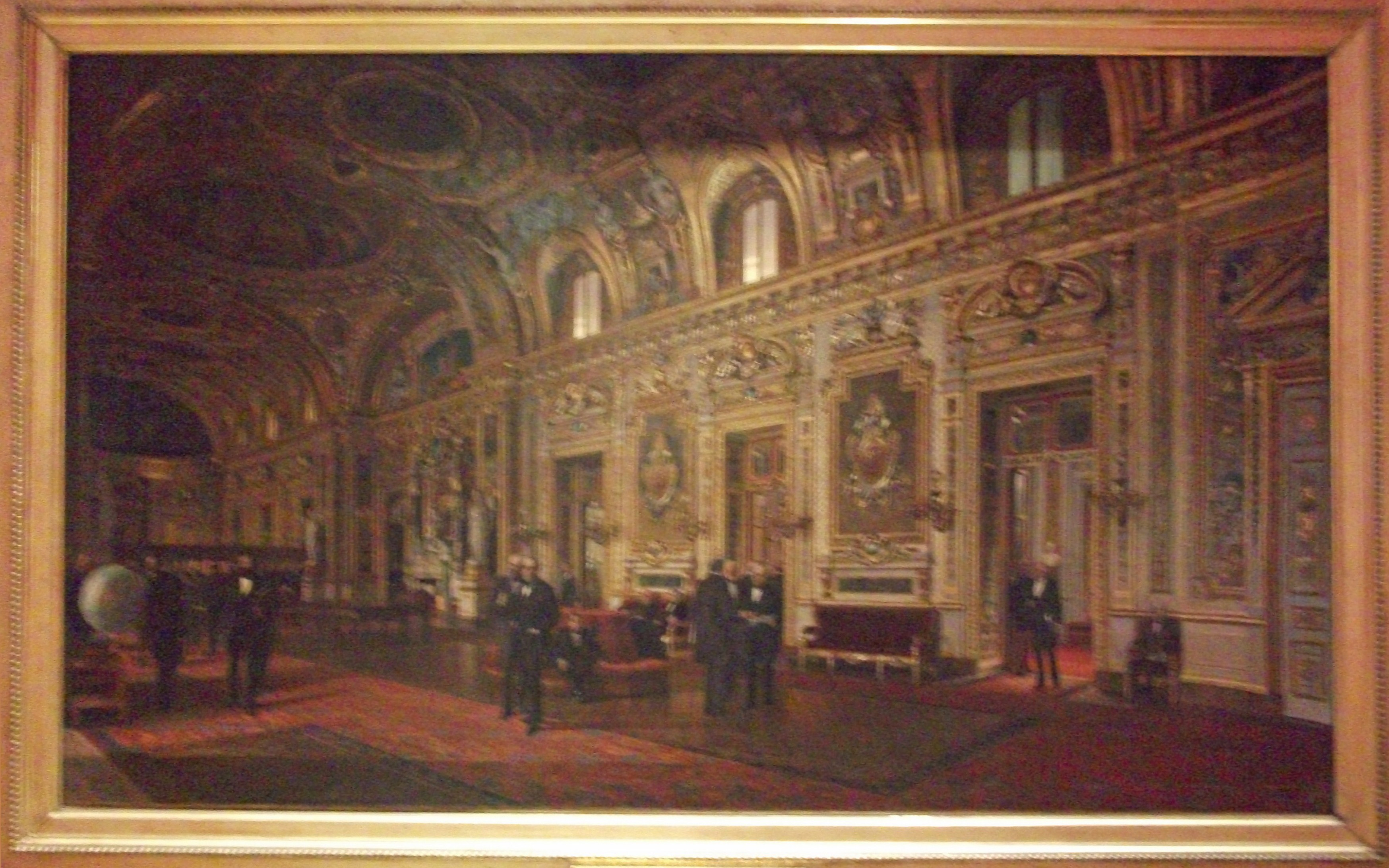
Salle du Sénat.

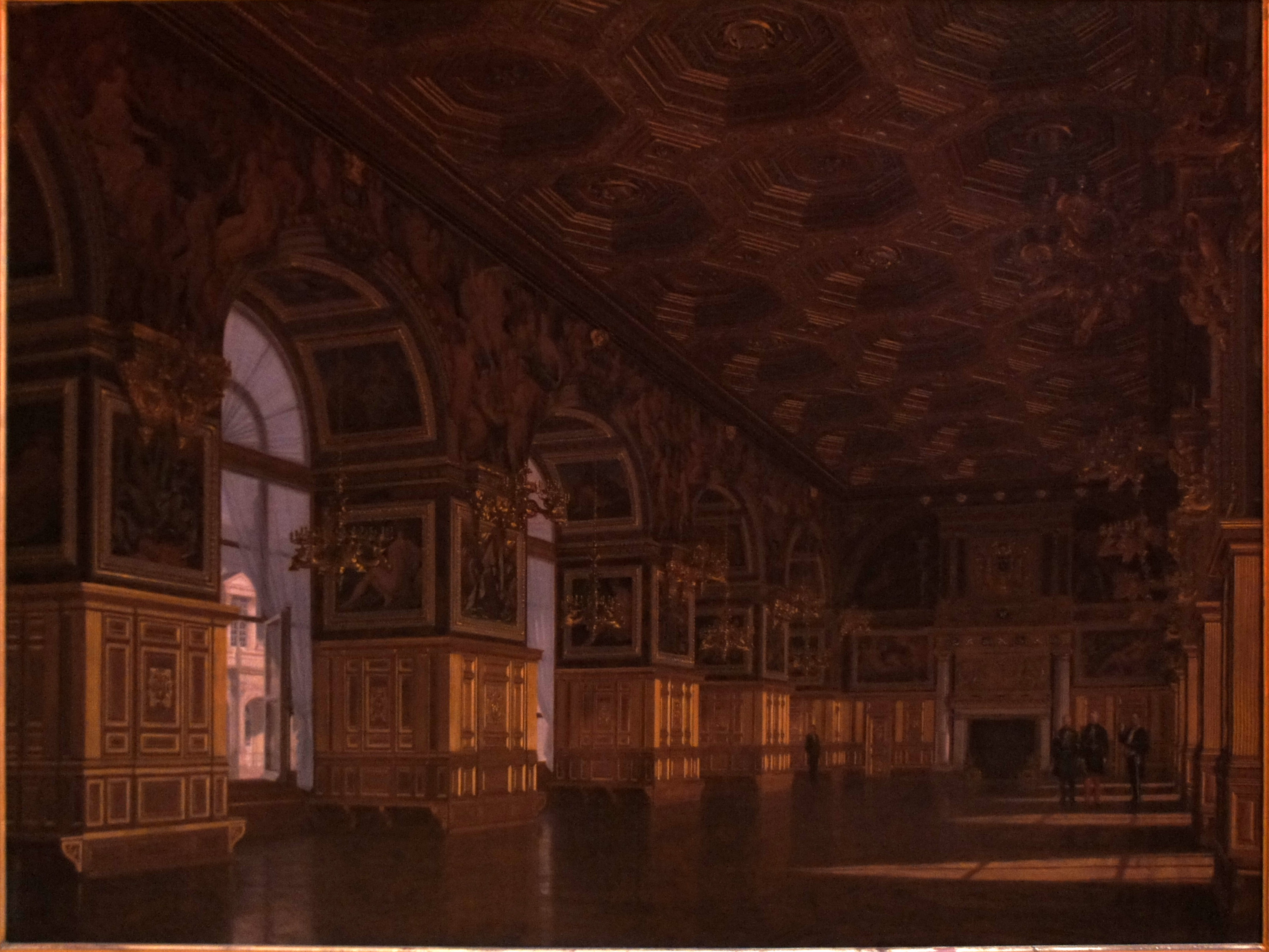
Salle du Château de Fontainebleau.

- Le musée des beaux-arts et d'archéologie de Châlons-en-Champagne possède dix tableaux de sa main, dont l’un, le Forum romain vu du Tabularium de 1869, peut être considéré comme l’œuvre principale de l’artiste[réf. nécessaire]. Ce musée conserve également son tableau La salle de conférences de la Chambre des députés, qui fut terminé par son frère Joseph.
- Le musée d'Orsay à Paris conserve deux de ses tableaux : un panorama  de 1855 montrant une Vue générale de Paris prise de l'Observatoire (en ballon) et une toile représentant l'Escalier de l'Opéra à Paris (1880).
- Paris, musée Carnavalet : deux panoramas de Paris
- Château de Compiègne, deux toiles
- Musée de l'Œuvre de Notre-Dame de Paris
- Musée du château de Versailles
- Musée de Bordeaux[Lequel ?]
- Musée de Montauban
- Musée de Beaune
- Paris, collections de l'Assemblée nationale
- Paris, anciennes collections du Palais du Luxembourg
- Paris, Palais de la Légion d'honneur : Distribution des prix dans la grande salle des gardes, au château d'Ecouen, Le Château d'Ecouen

## Expositions
Une exposition Victor et Joseph Navlet se tient au musée des Beaux-Arts et d'Archéologie de Châlons-en-Champagne du 18 septembre 2009 au 17 janvier 2010.